# Actinidia holotricha
Actinidia holotricha là một loài thực vật có hoa trong họ Dương đào. Loài này được Finet & Gagnep. mô tả khoa học đầu tiên năm 1905.